# Bližná
Bližná (německy Eggetschlag) je vesnice, část obce Černá v Pošumaví v okrese Český Krumlov. Nachází se asi 2 km na jihozápad od Černé v Pošumaví. Je zde evidováno 392 adres. Bližná leží v katastrálním území Černá v Pošumaví o výměře 44,67 km². Součástí Bližné je Jestřábí a Radslav. V blízkosti obce se těží grafit. 
U Bližné je krasová lokalita s rozsáhlými krasovými dutinami. Z této krasové lokality se čerpá přírodní pramenitá voda.

## Historie
První písemná zmínka o vesnici pochází z roku 1268. V polovině 19. stol. se stala samostatnou obcí. Od roku 1961 je částí obce Černá v Pošumaví. Do 1. ledna 2020 spadala pod římskokatolickou farnost Dolní Vltavice.